# Congrès de la ville de Mexico
Pour les articles homonymes, voir Congrès (homonymie).
IIe législature
Assemblée législative
Palais législatif de Donceles (es)
Le Congrès de la ville de Mexico (en espagnol : Congreso de la Ciudad de México) est l'organe dépositaire du pouvoir législatif de la ville de Mexico, entité fédérative et capitale du Mexique. 
Il se compose de 66 députés élus pour trois ans selon un système mixte dont la moitié élu au scrutin majoritaire et l'autre moitié à la proportionnel. Il siège au palais législatif de Donceles.

## Histoire
À la suite de l'adoption de la constitution de la Ville de Mexico en 2017, le Congrès remplace l'Assemblée législative le 17 septembre 2018.

## Composition

Carte des districts électoraux de Mexico.

Le Congrès est formé de 66 membres élus pour trois ans.